# Ратушний Микола Тимофійович
Мико́ла Тимофі́йович Ра́тушний (1906, Папужинці — 1958, Київ) — український радянський діяч НКВС—МВС, генерал-майор держбезпеки.

## Біографія
Народився у 1906 році в селі Папужинцях Уманського повіту Київської губернії (тепер Тальнівського району Черкаської області) в бідній селянській родині. Українець. 1918 року закінчив чотири відділення початкової земської школи у сусідньому селі Шаулисі.

### Цивільна кар'єра
З січня 1924 року по березень 1928 року працював чорноробом у бурякорадгоспах «Лащова», «Степне» Уманського цукортресту (села Лащова, Соколівочка Тальнівського району Уманської округи). З березня 1928 по листопад 1929 року — голова райземсудкомісії районного виконавчого комітету в місті Тальному. Член ВКП(б) з січня 1929 року. З листопада 1929 по червень 1930 року навчався на інструкторських курсах при Всеукраїнському союзі спілок сільськогосподарської кооперації і колективізації у Харкові. З червня 1930 по грудень 1932 року голова райколгоспспілки у селі Буках, а з грудня 1932 по січень 1934 року завідувач районного фінансового відділення у тому ж селі. З січня по листопад 1934 року завідувач районного фінансового відділення у селі Порт-Хорли. З листопада 1934 по серпень 1935 року завідувач районного фінансового відділення у Великій Олександрівці. З серпня 1935 по жовтень 1937 року секретар районного відділення НКВС у Великій Олександрівці. Там само 1936 року закінчив вечірню середню школу. З жовтня 1937 по листопад 1938 року був завідувачем обласного фінансового відділу в місті Миколаєві. З листопада 1938 по січень 1941 року — заступник наркома фінансів УРСР.

### В органах НКВС-МВД
З січня 1941 по 28 березня — помічник наркома внутрішніх справ УРСР, молодший лейтенант держбезпеки. З 28 березня по липень 1941 року — заступник наркома внутрішніх справ УРСР, капітан держбезпеки. Того ж року закінчив теоретичний курс Всесоюзного заочного фінансово-економічного інституту. З липня 1941 по 30 січня 1942 року — заступник наркома внутрішніх справ УРСР у складі опергрупи Харків, Ворошиловград, Сталінград, майор держбезпеки. З 30 січня 1942 по 22 травня 1943 року  — заступник наркома внутрішніх справ УРСР по неоперативним справам, міліції, полковник держбезпеки з 14 лютого 1943 року. З 22 травня 1943 по 2 вересня 1948 року — заступник начальника Головного управління у справах війсковополонених та інтернованих НКВС-МВС, комісар держбезпеки з 14 грудня 1943 року та генерал-майор з 9 липня 1945 року. З 2 вересня 1948 по лютий 1949 року — начальник управління будівництва № 791 МВС СРСР в Сухумі. З 12 березня по 18 травня 1949 року — уповноважений МВС СРСР по депортації «куркулів з сім'ями і сімей бандитів і націоналістів» з Латвійської РСР.

Могила Миколи Ратушного

З 18 травня 1949 по 24 листопада 1951 року — начальник Північно-Кавказького окружного управління військового постачання МВС СРСР. З 24 листопада 1951 по 24 липня 1952 року — заступник начальника, а з 24 липня 1952 по 5 березня 1955 року начальник управління військового постачання МВС СРСР по Українському військовому округу. З 5 березня 1955 по 4 червня 1957 року — начальник управління служби МППО МВС УРСР. 4 червня 1957 року звільнений у відставку.
Помер в Києві у 1958 році. Похований на Лук'янівському військовому кладовищі (ділянка № 2).

## Відзнаки
Нагороджений орденами Червоного Прапора (22 серпня 1944), Кутузова 2 ступеня (21 червня 1945), Червоної Зірки (21 лютого 1942); шістьма медалями, в тому числі: «За перемогу над Німеччиною», «30 років Радянській Армії та Флоту»; «Заслужений працівник НКВС» (4 лютого 1942 та 19 липня 1944).